# 成田氏長
成田 氏長（なりた うじなが）は、戦国時代から安土桃山時代にかけての武将・大名。

## 略歴
成田氏の本姓は藤原氏。藤原師輔の流れを汲む。
天文11年（1542年）、成田長泰の嫡男として誕生。室は由良成繁の娘、後に太田資正の娘。
永禄6年（1563年）、上杉謙信の侵攻によって隠居を余儀なくされた父・長泰に代わって家督を継ぐ。永禄9年（1566年）に父から寵愛される弟・長忠（泰親）と家督を争うが、宿老・豊嶋美濃守らの味方により長忠が身を引いたため実権を得る事に成功した。こうした経緯から当初の従属先は上杉方だったが、劣勢と見るや父と同様に北条方へ寝返っており、その際佐竹氏を頼って上杉方として抵抗を続けていた太田資正の娘とは離縁している。永禄12年（1569年）に謙信と北条氏康との間で同盟が成立すると、国分の協定によって謙信も成田一族を氏康の家臣として正式に認めた。天正年間に入ると叔父・小田朝興の騎西城を併合して弟・長忠を入れたとされる。
天正10年（1582年）、織田氏の家臣・滝川一益が関東に進出してくるとその配下となる。しかし本能寺の変が勃発し、一益が神流川の戦いで北条氏直に大敗すると、再び後北条氏へ帰参した。天正18年（1590年）、豊臣秀吉の小田原征伐では、自身は小田原城に籠城したため、居城である武蔵国・忍城は家臣であり親族である成田長親に守らせた。その留守には石田三成の水攻めを受けたが、効果の薄い豊臣勢の攻撃にも助けられて持ち堪えている（忍城の戦い）。忍城が包囲に耐えた原因には、三成の指揮が適切でなかった事や、水攻めの堤防工事に徴用した地元の農民には城方に有利となるような手抜き工事をされたために、堤防の決壊が相次いだことなどが挙げられている。
北条氏滅亡後、弟・長忠と共に蒲生氏郷に仕え、のち娘・甲斐姫が秀吉の寵愛を受けたこともあって下野国烏山2万石に封ぜられた。文禄元年（1592年）、文禄の役では肥前国名護屋城に参陣した。文禄4年（1596年）12月11日没。嫡男は天正14年（1586年）に早世したため、弟・長忠を養子に迎えて後を継がせたとされている。

## 関連作品
- 映画『のぼうの城』（2012年、東宝） 成田氏長：西村雅彦